# Spicul Chișcăreni
Spicul Chișcăreni (rum. Fotbal Club Spicul Chișcăreni) – mołdawski klub piłkarski, mający siedzibę we wsi Chișcăreni rejonu Sîngerei w środku kraju.

## Historia
Chronologia nazw:
- 1991: Spicul Chișcăreni (rum. FC Spicul Chișcăreni)

Klub piłkarski Spicul został założony w miejscowości Chișcăreni w roku 1991. Na początku klub występował w niższych ligach. Dopiero w sezonie 2014/15 zdobył mistrzostwo w grupie Divizia „B” Nord i awansował do Divizia A. W pierwszym sezonie zajął 1 miejsce i zdobył awans do Divizia Națională, ale nie otrzymał licencji od Federacji Mołdawskiej, po czym w końcu czerwca 2016 w znak protestu Prezes ogłosił o rozwiązaniu klubu. Jednak po negocjacjach w sierpniu klub wystartował w Divizia A.

## Sukcesy

### Trofea międzynarodowe
Nie uczestniczył w rozgrywkach europejskich (stan na 31-05-2016).

### Trofea krajowe
| \| \| Zdobyte trofea w rozgrywkach Mołdawii (stan na: 31-05-2016) \| |                                                             |      |          |
| Rozgrywki                                                            | Osiągnięcie                                                 | Razy | Sezon(y) |
| Mistrzostwo                                                          | I miejsce                                                   | 0    |          |
| Mistrzostwo                                                          | II miejsce                                                  | 0    |          |
| Mistrzostwo                                                          | III miejsce                                                 | 0    |          |
| Puchar                                                               | zdobywca                                                    | 0    |          |
| Puchar                                                               | finalista                                                   | 0    |          |
| Puchar                                                               | 1/8 finału                                                  | 1    | 2015/16  |
| II liga                                                              | I miejsce                                                   | 1    | 2015/16  |
| II liga                                                              | II miejsce                                                  | 0    |          |
| II liga                                                              | III miejsce                                                 | 0    |          |
| Mołdawia                                                             | Zdobyte trofea w rozgrywkach Mołdawii (stan na: 31-05-2016) |      |          |

- Divizia „B” Nord (III poziom):
  - mistrz (1): 2014/15

## Stadion
Klub rozgrywa swoje mecze domowe na stadionie Spicul w Chișcăreni, który może pomieścić 1000 widzów.